# یوبخا
جوبگا (به هلندی: Jubbega) یک منطقهٔ مسکونی در هلند است که در هیرن‌فین واقع شده‌است. جوبگا ۳٬۲۷۵ نفر جمعیت دارد.